# Here Comes the Indian
Here Comes the Indian è il quarto album in studio del gruppo di musica pop sperimentale statunitense Animal Collective, pubblicato nel 2003.

## Tracce
1. Native Belle – 3:52
2. Hey Light – 5:41
3. Infant Dressing Table – 8:35
4. Panic – 4:48
5. Two Sails on a Sound – 12:20
6. Slippi – 2:49
7. Too Soon – 6:27

## Formazione
- Avey Tare
- Panda Bear
- Geologist
- Deakin